# Herbert Meyer Ricard
Herbert Meyer Ricard eigenlijk Herbert Meyer (Frankfurt am Main, 20 mei 1908 – Blaricum, 5 mei 1988) was een Nederlands - Duitse kunstenaar en verzetsstrijder.

## Levensloop
Herbert Meyer Ricard bezocht de Staatliche Hochschule für Bildende Kunst (Städelschule) in Frankfurt am Main. Hij werd bekend als tekenaar, ontwerper en grafisch vormgever.
Tijdens de Tweede Wereldoorlog was Meyer Ricard actief in het verzet en in de illegale pers. In januari 1944 richtte hij de verzetsgroep Hollandgruppe Freies Deutschland op. Hierin streden Nederlandse en Duitse socialisten samen tegen het nationaalsocialisme en kapitalisme.  Men steunde de opbouw van een toekomstig socialistisch Duitsland. Daden van deze verzetsgroep waren het leveren van wapens aan de illegaliteit en zestig Duitse soldaten deserteerden onder hun invloed. Bij deze groep hoorde ook Grete Weil-Dispeker, Ulrich Rehorst, A.J. Keizer, Olga Vera Haymann, Herbert´s latere echtgenote en eveneens grafisch vormgeefster, H.O. Guth,  F. Hirsch en K. Kahle. Na de bevrijding werd er voorlichting gegeven over de gruwelen uit de oorlogsjaren en bevorderde men het democratisch denken in brede kring.
In 1949 ontwierp hij  een pakket met bouwplaten van de ideale stad dat in winkels werd verkocht.
In de jaren vijftig won Herbert Meyer Ricard meerdere ontwerpwedstrijden. In 1950 won hij de eerste prijs voor het beste prentverhaal, uitgeschreven door de Nederlandse Vereniging van Huisvrouwen. Samengewerkt werd er met Han. G Hoekstra en A. P. Hartland. Daarnaast won hij de affiche wedstrijd van het Europees herstelprogramma in Nederland. In 1955 maakte Meyer Ricard pentekeningen bij het boek Uit het journaal van Chris Krabbedregger van Willem van Iependaal.
- Biografisch Portaal: 30621510
- Digitale Bibliotheek voor de Nederlandse Letteren: meij190
- Gemeinsame Normdatei: 133973778
- Library of Congress Control Number: no2017162792
- Nederlandse Thesaurus van Auteursnamen: 126436290
- RKD-Nederlands Instituut voor Kunstgeschiedenis: 279115
- Virtual International Authority File: 7864151353546152720004
- WorldCat: E39PBJrC8trhY9KgQykfH4Fh73